# Santi Marcellino e Pietro ad Duas Lauros
Santi Marcellino e Pietro ad Duas Lauros är en kyrkobyggnad i Rom, helgad åt de heliga martyrerna Marcellinus och Petrus. Kyrkan är belägen vid Via Casilina i quartiere Prenestino-Labicano och tillhör församlingen Santi Marcellino e Pietro ad Duas Lauros.
Tillnamnet ”ad Duas Lauros” betyder ”vid de två lagerträden” och åsyftar två storvuxna lagerträd som en gång i tiden stod på denna plats. Kyrkan förestås av Congregazione delle Scuole di Carità.

## Historia
Kyrkan uppfördes år 1922 i nyrenässans efter ritningar av arkitekten Guglielmo Palombi. Kyrkan byggdes ovanpå resterna av den fornkristna basilikan, vilken kejsar Konstantin lät uppföra omkring år 330.
Fasaden har en portik med tre valvbågar. Altarmålningen framställer de heliga Marcellinus och Petrus martyrium.

## Kommunikationer
- Tunnelbanestation – Roms tunnelbana, linje  Malatesta
- Tunnelbanestation – Roms tunnelbana, linje  Parco di Centocelle
- Spårvagnshållplats – Roms spårväg, linje Roma-Giardinetti Berardi